# Ресторан господина Септима
«Рестора́н господи́на Септи́ма» (фр. Le Grand Restaurant) — французская кинокомедия с Луи де Фюнесом в главной роли.
В 1974 году в советском прокате фильм шёл в дубляже киностудии «Союзмультфильм» (режиссёр дубляжа — Георгий Калитиевский).

## Сюжет
Месье Септим (Луи де Фюнес), известный парижский ресторатор, всю свою жизнь посвятил любимому делу. Управление рестораном заменило ему даже личную жизнь. Именно поэтому ресторан «Септим» является самым респектабельным в Париже и привлекает самую взыскательную публику, от аристократов и высокопоставленных политиков разных стран до французских чиновников, чем очень гордится его владелец. Но именно эта популярность однажды играет с мсье Септимом злую шутку. Президент одной из южных стран, находясь с официальным визитом в Париже, решает посетить «Септим» и таинственным образом исчезает прямо из-за стола. Во избежание международного скандала полиция разрабатывает хитроумный план — выдаёт исчезновение президента Новалеса за похищение с целью выкупа, тем самым надеясь выманить настоящих похитителей. А на роль приманки комиссар полиции (Бернар Блие) выбирает Септима. Ему поручается передать мнимым похитителям чемодан с деньгами. Главными же подозреваемыми являются несколько политических иммигрантов, соотечественников Новалеса, которые действительно разрабатывали план похищения президента, но не успели привести его в исполнение. Они следуют за Септимом по пятам, чтобы выйти на похитителей, расстроивших их планы…

## Роли исполняли и дублировали
- Луи де Фюнес (Владимир Кенигсон) — месье Септим, хозяин парижского ресторана
- Бернар Блие (Роман Ткачук) — окружной полицейский комиссар
- Мария-Роза Родригес[фр.] (Елена Санько) — София, секретарь президента Новалеса
- Поль Пребуа — сомелье ресторана
- Венантино Венантини (Феликс Яворский) — Энрике
- Фолько Лулли (Степан Бубнов) — президент Новалес
- Ноэль Роквер (Константин Карельских) — министр
- Ги Гроссо — официант
- Мишель Модо — Маленький Роже, официант
- Морис Риш[фр.] — официант
- Жак Динам — официант
- Оливье де Фюнес — крестник шеф-повара
- Робер Дальбан — французский заговорщик
- Юджин Декерс[фр.] (Олег Мокшанцев) — сообщник Новалеса